# モントセラト島救済コンサート
『モントセラト島救済コンサート』（モントセラトとうきゅうさいコンサート）、ないし、『ミュージック・フォー・モントセラト』(Music For Montserrat) は、1997年9月15日にロイヤル・アルバート・ホールで開催された慈善コンサート。また、その模様を収録したライブ・ビデオ。

## 概要
ミュージシャン達は、同年の早い時期にカリブ海にあるイギリスの海外領土の島モントセラトでスーフリエール・ヒルズの火山が大爆発を起こして、首都プリマスを含む多くの地域が破壊された災害を救援するために、募金集めに参加した。
コンサートに参加したスターたちの中には、フィル・コリンズ、レイ・クーパー、カール・パーキンス、ジミー・バフェット、マーク・ノップラー、スティング、エルトン・ジョン、エリック・クラプトン、ポール・マッカートニー、ミッジ・ユーロ、アローなどがおり、全員が、この島の有名なアソシエイテッド・インディペンデント・レコーディングのスタジオで、過去にレコーディングをした経験があった。コンサートの中から、最も有名な曲を抜粋して収録したDVDがリリースされ、「僕の歌は君の歌」、「いとしのレイラ」、「ブラザーズ・イン・アームス」、「ブルー・スエード・シューズ」、「マネー・フォー・ナッシング」、「イエスタデイ」、「ヘイ・ジュード」、「孤独のメッセージ」などが収録された。
このコンサートは、ジョージ・マーティンが段取りをしてプロデュースしたが、このショーとDVDの収益は、直ちに救援に役立てられ、またモントセラトに新たな文化センターを建設する資金にも提供された。2006年に完成した文化センターはマーティンから島民たちへの贈り物とされた。
コンサートから4か月後の1998年1月19日に死去したカール・パーキンスにとって、このコンサートは大舞台に立つ最後の機会となった。
ビデオ・ソフトは1997年のうちに、VHS、レーザーディスク、DVDでリリースされた。

## DVD プレイリスト
1. イントロダクション / Introduction
2. テイク・ミー・ホーム / Take Me Home -- フィル・コリンズ
3. ホット、ホット、ホット / Hot, Hot, Hot -- アローと彼のバンド
4. ブルー・スエード・シューズ / Blue Suede Shoes -- カール・パーキンス
5. ヴォルケーノ / Volcano -- ジミー・バフェット
6. ブラザーズ・イン・アームス / Brothers in Arms -- マーク・ノップラー
7. マネー・フォー・ナッシング / Money for Nothing -- マーク・ノップラー
8. 孤独のメッセージ / Message in a Bottle -- スティング
9. マジック / Magic -- スティング
10. 僕の歌は君の歌 / Your Song -- エルトン・ジョン
11. リヴ・ライク・ホーセズ / Live Like Horses -- エルトン・ジョン
12. ドント・レット・ザ・サン・ゴー・ダウン・オン・ミー / Don't Let the Sun Go Down On Me -- エルトン・ジョン
13. ブロークン・ハーテッド / Broken Hearted -- エリック・クラプトン
14. レイラ / Layla -- エリック・クラプトン
15. セイム・オールド・ブルース / Same Old Blues -- エリック・クラプトン
16. イエスタデイ / Yesterday -- ポール・マッカートニー
17. ゴールデン・スランバー / Golden Slumbers/Carry That Weight/The End -- ポール・マッカートニー
18. ヘイ・ジュード / Hey Jude -- ポール・マッカートニー
19. カンサス・シティ / Kansas City -- ポール・マッカートニー